# Abdelhamid Souiri
Abdelhamid Souiri, né le 22 décembre 1952 à Marrakech, est un homme d'affaires et homme politique marocain, héritier de la société Tube & Profil, fondée par son père feu Haj Abdellah en 1969 et exerce d’autres activités dans différents secteurs tels que le textile, le transport, le tourisme …
Actuel président de la Fédération des industries métallurgiques, mécaniques et électromécaniques (FIMME) et qui occupe le poste de vice président de la Chambre des conseillers marocaine. 
Ancien président du Raja Club de foot de Casablanca et nouvellement président du CCC Sun Beach.
Par ailleurs, Abdelhamid Souiri est un fervent acteur associatif, notamment au sein de l’association des Amis du Sport et de la Culture ainsi que l’association Illigh pour le développement et la coopération de la région Souss Massa.

## Biographie
Né à Marrakech d'une famille amazigh originaire de Souss, il est le fils de feu Haj Abdallah Souiri, ancien entrepreneur et leader sur le marché marocain.
Il est titulaire d’un DEUG en sciences économiques et d’une licence en sciences politiques.
Abdelhamid Souiri devint l'administrateur de nombreuses sociétés (qui évoluent dans plusieurs secteurs d’activités : industrie, négoce tourisme, nouvelle technologies, etc.) opérant dans l’industrie métallurgique, le textile et le transport, comme Tube et profil, dont il est héritier , et de Robitex dont il est fondateur.
Il est également membre du conseil d’administration de la Confédération générale des entreprises du Maroc (CGEM).
Le 15 octobre 2018, il est élu vice-président de la Chambre des conseillers en tant que représentent de la CGEM au bureau d’Abdelhakim Benchamach, président de la Chambre des conseillers.
Très impliqué dans différentes associations professionnelles, Abdelhamid Souiri a présidé au cours de deux mandats la FIMME. Il est membre de l’Association marocaine des industries du textile et de l’habillement (AMITH) et de l’Association marocaine des exportateurs.
Abdelhamid Souiri est également président délégué de l’Association Iligh pour le développement et la coopération et président du groupe d’amitié Maroc-Thaïlande et du groupe Maroc-République tchèque.
Grand sportif et amoureux du football depuis son jeune âge, Abdelhamid Souiri est un ancien joueur de handball et un ancien nageur de haut niveau. Son engagement s’inscrit également dans l’univers sportif : il a notamment été membre du bureau administrateur de son club préféré, le Raja Club Athletic, en tant que secrétaire des affaires monétaires à partir de 1988, l'année où le club remporte pour la première fois le Championnat du Maroc. Il préside le club entre 2004 et 2007, période pendant laquelle il remporte deux titres. Abdelhamid Souiri figure depuis parmi les conseillers et les financiers du club.
Abdelhamid Souiri compte parmi les fondateurs de l'Union des associations arabes de football. Il est aussi membre fédéral de la Fédération royale marocaine de football (FRMF), où il a occupé le poste de président de la commission des équipes nationales puis de la commission des relations extérieures.
Il est également conseiller du Prince saoudien Talal Ibn Abdelaaziz , président de l’Union Arabe des Sports.
Il préside par ailleurs la section Yachting-Voile et la section bateaux à voile du Raja Club Athletic entre 1989 et 2004.

## Carrière sportive
- 1988 : Secrétaire des affaires monétaires au Raja Club Athletic.
- 1989 : Président temporaire du Raja Club Athletic.
- 1989-2004 : Président de la section des bateaux à voile au Raja Club Athletic.
- 2002 : Vice-président du Raja Club Athletic.
- Membre du Bureau fédéral de la FRMF.
- 14 juillet 2004 - 12 juillet 2007 : Président du Raja Club Athletic.
- 2006 : Président de la commission des équipes nationales de football.
- 2018 : Membre du bureau fédéral et président de la commission des relations extérieurs de la FRMF.

### Palmarès avec le Raja CA comme président
- 2005 : Coupe du Trône
- 2006 : Ligue des Champions arabes